# 天神町 (小平市)
天神町（てんじんちょう）は、東京都小平市の地名。郵便番号は187-0004。

## 地理
小平市の中央に位置する。
東から時計回りに、小平市花小金井、小平市鈴木町、小平市仲町、小平市美園町、小平市大沼町、に隣接する。

## 歴史
「天神窪」という地名があったことから来ている

## 世帯数と人口
2022年（令和4年）8月1日現在の世帯数と人口は以下の通りである。
| 町丁                               | 世帯数    | 人口    |
| ---------------------------------- | --------- | ------- |
| 天神町一丁目                       | 1,054世帯 | 2,529人 |
| 天神町二丁目                       | 674世帯   | 1,347人 |
| 天神町三丁目                       | 137世帯   | 324人   |
| 天神町四丁目                       | 970世帯   | 2,196人 |
| 天神町二丁目（住居表示未実施地区） | 118世帯   | 217人   |
| 計                                 | 2,953世帯 | 6,613人 |

## 小・中学校の学区
市立小・中学校に通う場合、学区は以下の通りとなる。
| 丁目   | 番地                  | 小学校                 | 中学校                 |
| ------ | --------------------- | ---------------------- | ---------------------- |
| 一丁目 | 1～7、9～30           | 小平市立小平第二小学校 | 小平市立小平第三中学校 |
| 一丁目 | 8、31                 | 小平市立小平第九小学校 | 小平市立小平第三中学校 |
| 二丁目 | 全域                  | 小平市立小平第七小学校 | 小平市立小平第六中学校 |
| 三丁目 | 全域                  | 小平市立小平第七小学校 | 小平市立小平第六中学校 |
| 四丁目 | 3～12、16、17、23～35 | 小平市立小平第二小学校 | 小平市立小平第三中学校 |
| 四丁目 | 1、2、13～15、18～22  | 小平市立小平第九小学校 | 小平市立小平第三中学校 |

なお、二丁目全域と三丁目全域は小平市立小平第二小学校も選択できる調整区域である。

## 交通

### 鉄道
| 隣接する街区の駅                                                  |
| ----------------------------------------------------------------- |
| 西武新宿線 - 花小金井駅(SS 18) 西武新宿線 拝島線 - 小平駅（SS 19) |

### バス
- 西武バス小平営業所が、周辺のバス路線を運行している。
- 都営バス青梅支所が、周辺のバス路線を運行している。

### 道路
- 東京都道5号新宿青梅線
- 東京都道248号府中小平線
- 東京都道253号保谷狭山自然公園自転車道線

## 施設

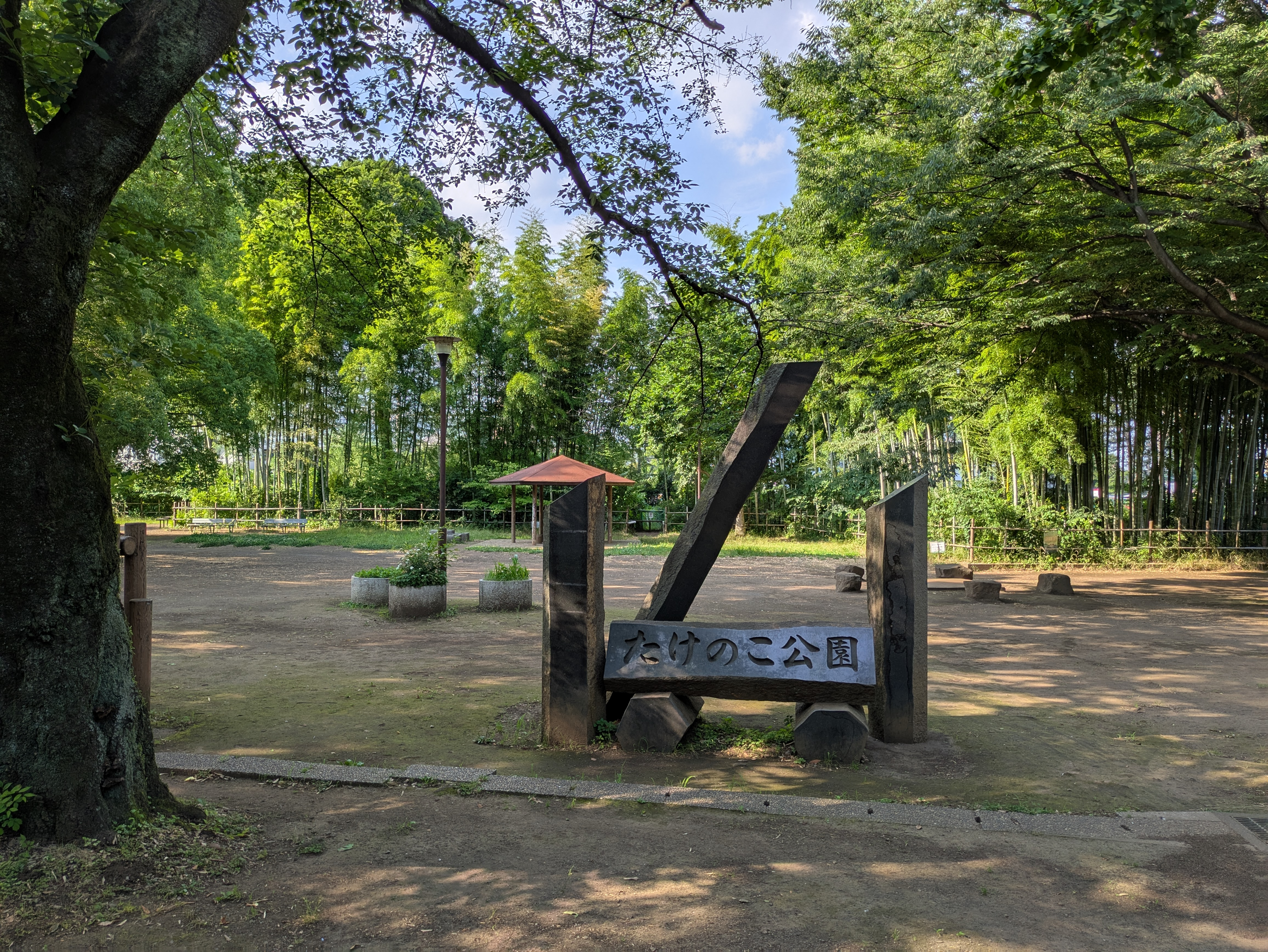
たけのけ公園 (花小金井から天神町)(2025年6月)

- 小平市 天神テニスコート・グラウンド
- 天神地域センター
- 小平ふるさと村